# Alto Longá
Alto Longá é um município brasileiro do estado do Piauí. Destaca-se pela sua herança histórica, criação da gado, influencia dos migrantes cearenses e da cultura religiosa. Fica a 80 km de Teresina sendo um município localizado no norte do Estado. Destaca-se por suas belezas naturais e pela cultura. Localiza-se a uma latitude 05º15'04" sul e a uma longitude 42º12'37" oeste, com uma altitude de 170 metros. Sua população pelo censo de 2007 era de 13.612 habitantes, com uma área de 1.621 km².